# Päite
Koordinaten: 59° 24′ N, 27° 42′ O

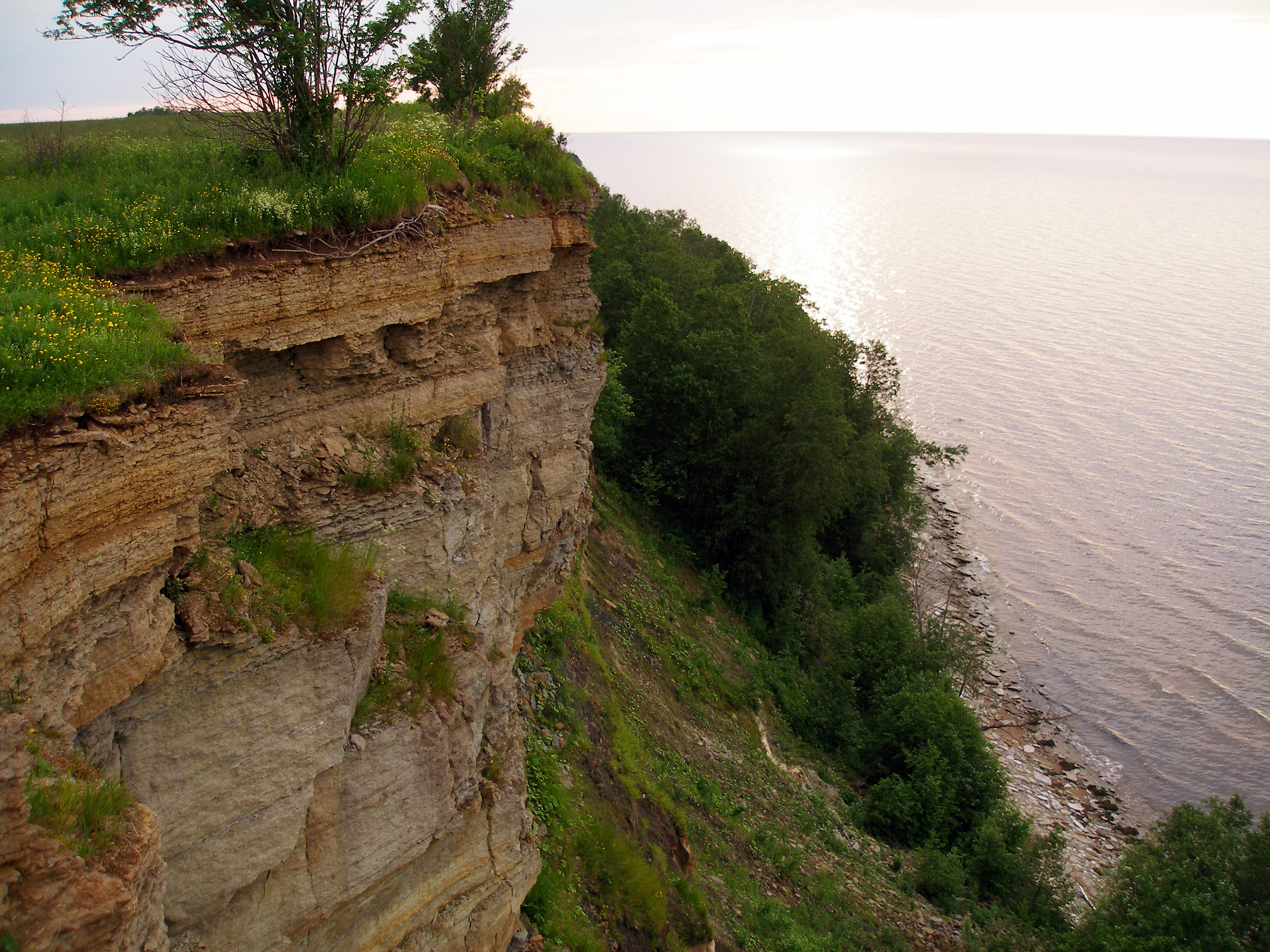
Glint bei Päite

Päite (deutsch Peuthoff) ist ein Dorf (estnisch küla) in der Landgemeinde Toila (Toila vald). Es liegt im Kreis Ida-Viru (Ost-Wierland) im Nordosten Estlands.

## Beschreibung und Geschichte
Das Dorf hat 24 Einwohner (Stand 19. September 2012).
Es wurde erstmals 1583 urkundlich erwähnt, entstand aber wahrscheinlich bereits vor dem Livländischen Krieg. Das Gut Päite ist erstmals für das Jahr 1586 belegt.

## Landschaftsschutzgebiet Päite
Ein Teil des Territoriums ist als Landschaftsschutzgebiet (Päite maastikukaitseala) ausgewiesen.
Bei Naturliebhabern beliebt ist der 41 Meter hohe Glint von Päite (Päite pank), ein Teil des Baltischen Glints. Von dort eröffnet sich dem Betrachter ein weiter Blick über den Finnischen Meerbusen.